# Juan Carlos Cuellar
Juan Carlos Cuellar (Trancas, Tucumán, 27 de enero de 1949) es un exfutbolista argentino que jugaba como delantero.

## Trayectoria

### Inicios
Cuellar se inició futbolísticamente en el Club Deportivo Trancas, club del Departamento Trancas, de donde era oriundo.

### Atlético Tucumán
En 1971 llegó a San Miguel de Tucumán, para sumarse a Atlético Tucumán. Cuellar se destacó en el Torneo Sol y Turismo y se ganó la titularidad.

### Gimnasia de Jujuy
En 1972 fue prestado a Gimnasia de Jujuy, por pedido de Juan de la Cruz Kairuz, con el objetivo de coronarse campeón de la Liga Jujeña y clasificar al Campeonato Nacional. Sin embargo, el lobo no pudo cumplir su objetivo, debido al gran momento que atravesaba Altos Hornos Zapla.

### Atlético Tucumán
En el año 1973 regresó a Atlético Tucumán. En su primera año se coronó campeón de la Liga Tucumana y fue partícipe del debut del decano en Primera División. En 1974 participó en el Campeonato Nacional y al finalizar dicho torneo cerró su ciclo en Atlético.

## Clubes
| Club                   | País      |
| ---------------------- | --------- |
| Club Deportivo Trancas | Argentina |
| Atlético Tucumán       | Argentina |
| Gimnasia de Jujuy      | Argentina |

## Palmarés
| Título        | Equipo           | País      | Año  |
| ------------- | ---------------- | --------- | ---- |
| Liga Tucumana | Atlético Tucumán | Argentina | 1973 |